# Танк Боба Семпла
Танк Боба Семпла (англ. Bob Semple tank) — новозеландський імпровізований танк, розроблений міністром праці Бобом Семплом на базі гусеничного трактора Caterpillar D8 під час Другої світової війни.

## Історія створення
На початок Другої світової Нова Зеландія не мала власного виробництва броньованих бойових машин. Очікувалося, що бойові броньовані машини буде імпортовано з Великої Британії. Ідея озброїти бронетехнікою новозеландську армію була ще до війни, але вона не особливо розглядалася. В 1940 було запропоновано використовувати американський 6-тонний броньований танк Disston, побудований на базі Caterpillar Model 35, який тоді був проданий Афганістану.
Нова Зеландія виробляла імпровізовані бронетранспортери, оскільки не мала можливості отримати бронетранспортери Universal Carrier з Австралії. Після падіння Франції в середині 1940 року і втрати там більшої частини британських танків виробництво танків для потреб Нової Зеландії було малоймовірним. Тому було вирішено створити машину власними силами замість імпорту з США.
Було вирішено, що підхожою конструкцією для війни буде броньований трактор, оскільки якщо виникне потреба у захисті техніки, великі гофровані надбудови для танка могли б бути закріплені болтами до трактора протягом кількох годин, що дозволило б швидко переобладнати техніку.
Перший прототип танка (з низьковуглецевої сталі) був побудований на базі гусеничного трактора Caterpillar D8, який був легко доступний, оскільки в Департаменті громадських робіт був 81 Caterpillar D8 і ще 19 були на зберіганні. Танк не мав гармати й був оснащений шістьма кулеметами Bren: по одному з кожного боку, два спереду, один у вежі та один ззаду. Танк був дуже високим — 3,65 м, а його характеристики були низькими. Через відсутність броньової пластини використовувалася гофрована обшивка.
Танк був сконструйований без використання будь-яких креслень. Використовуючи доступні ресурси, Роберт Семпл швидко виготовив танк у майстерні Департаменту громадських робіт у Темуці. Ще два танки були побудовані в майстернях Департаменту залізниць Нової Зеландії. Перший танк коштував 5902 фунти стерлінгів, а другий і третій разом коштували 4323 фунти стерлінгів. Загальна вартість трьох танків склала 10 225 фунтів стерлінгів (хоча для армії було виставлено рахунок лише на 3 414 фунтів стерлінгів).
Ідея полягала у тому, щоб переозброїти армію танками у разі японського вторгнення. Від цієї ідеї відмовилися після того, як танки викликали глузування громадськості, проте Роберт Семпл підтримав свій задум і заявив: «Я не бачу, щоб хтось інший пропонував кращі ідеї».
Оскільки верхню частину танка квапливо закріпили до трактора болтами, отримана машина була надзвичайно важкою, недостатньо броньованою та з обмеженою маневровістю. Крім того, через форму корпусу та надмірних вібрацій, ведення вогню з танка було складним і неточним.
Зрештою, через непрактичність танки підлягали утилізації. Їм були присвоєні армійські серійні номери NZ6292 (зберігся в Папакурі) і NZ3494 і NZ 3495 (зберігалися в Бернемі). Один з них вирушив у Тихий океан в 1944 році, втративши броню.